# Луї-Іпполіт Лафонтен
Луї-Іпполіт Менар dit Ла Фонтен, 1-й баронет (фр. Louis-Hippolyte Lafontaine; 4 жовтня 1807, Бушервіль, Нижня Канада — 26 лютого 1864, Монреаль, Канада) — канадський політик. Прем'єр провінції Канада разом із Робертом Болдвіном двічі в 1842—1843 та 1848—1851 роках. Удруге разом з ним очолював перший відповідальний уряд Канади.

## Життєпис
Народився у Бушервілі в Нижній Канаді 1807 року. Справжнє прізвище — Менар (Ménard); Луї-Іпполіт був сином Антуана Менара. Працював юристом.
Лафонтен був обраний до Законодавчих зборів Нижньої Канади 1830 року. Був одним із прихильників Папіно та членом Канадської партії (пізніше Партії патріотів).
Після повстань 1837—1838 років Верхня та Нижня Канади були об'єднані та реорганізовані. Верхньоканадський політик Роберт Болдвін тиснув на генерал-губернатора Чарльза Пулетта Томсона, щоб той, окрім нього, включив до Виконавчої ради Лафонтена. Проте перш ніж Лафонтен зайняв своє місце, Томсон помер, і його замінив Чарльз Багот. Він розпочав формування нової ради; у ході цього процесу Лафонтен відмовився бути членом ради без Болдвіна. Таким чином, вони обоє увійшли до ради, а в 1842—1843 роках їхній тандем очолював уряд Канади.

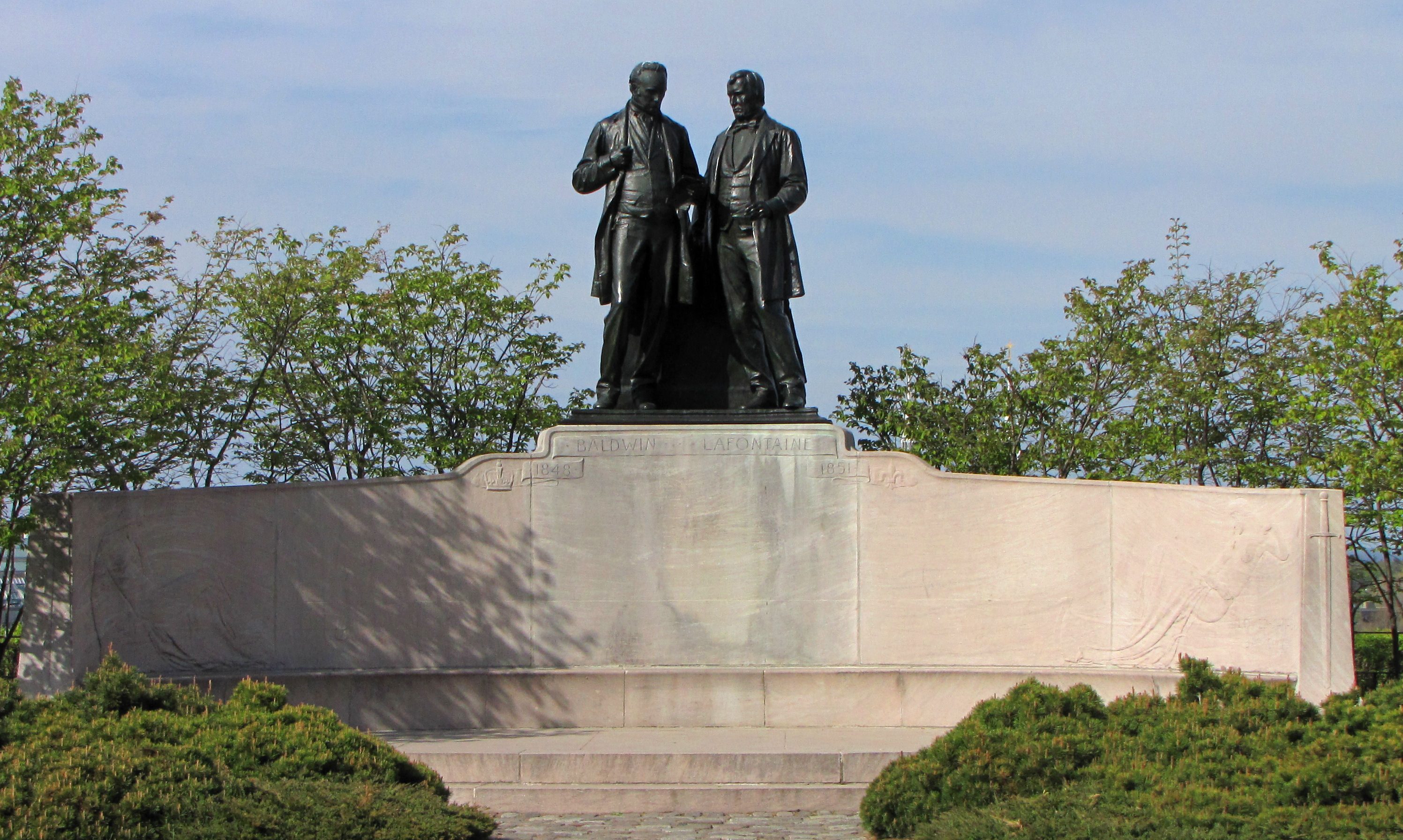
Пам'ятник Болдвіну та Лафонтену на Парламентському пагорбі в Оттаві

Очолюючи уряд, Болдвін займався реформуванням Західної Канади, а Лафонтен — скасуванням поміщицької системи та амністією для учасників повстань 1837—1838 років, що втекли за кордон.
За реформою 1848 року відповідальний уряд фактично був запроваджений, оскільки тоді контроль над формуванням уряду передали від генерал-губернатора до обраних Законодавчих зборів. Тоді ж Лафонтен із Болдвіном знову очолювали уряд до 1851 року.
1851 року Лафонтен відлучився від політичного життя, хоча 1853 року був призначений головним суддею Східної Канади; цю посаду обіймав до кінця життя.
1854 року королева Вікторія надала Лафонтену титул баронета.
Помер у Монреалі 26 лютого 1864 року. Похований на цвинтарі Нотр-Дам-де-Неж.

## Нагороди
- Орден Святого Михайла і Святого Георгія ( Велика Британія)
- Орден Святого Сильвестра ( Ватикан, 1855)

## Родина

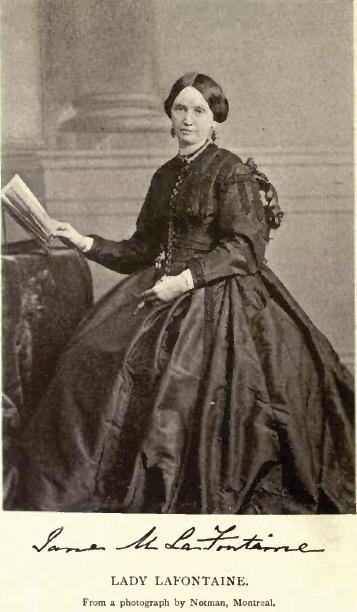
Елізабет Женев'єв Лафонтен, друга дружина Луї-Іпполіта Лафонтена. Фотографія Вільяма Нотмана

Уперше Лафонтен одружився 9 липня 1831 року з Адель Бертело (1813—1859). У шлюбі дітей не було. Удруге одружився 30 січня 1861 з удовою Елізабет Женев'єв Моррісон — дочкою політика Чарльза Моррісона. У родині народилося двоє синів: Луї-Іпполіт (нар. 11 липня 1862) та Шарль Франсуа Іпполіт (нар. 13 квітня 1864). Обоє померли в дитинстві: молодший — 1865 року, а старший, що мав успадкувати баронетство, — 1867 року. Родина проживала на Сен-Дені-стріт у Монреалі.